# Umma
Umma (em árabe: أمة, transl. Ummah, "nação", "comunidade") é um termo que no islão se refere à comunidade constituída por todos os muçulmanos do mundo, unida pela crença em Alá, no profeta Maomé, nos profetas que o antecederam, nos anjos, na chegada do dia do Juízo Final e na predestinação divina. É irrelevante a raça, etnia, língua, género e posição social dos seus membros. Todo o muçulmano deve velar pelo bem-estar dos integrantes da Umma, sendo estes muçulmanos.  

## História
No Alcorão, o termo surge sessenta e quatro vezes ao longo do texto, mas na maior parte dos casos não se refere à comunidade muçulmana. É utilizado no sentido mais amplo, para designar um grupo de pessoas que segue determinado profeta (por exemplo, a umma dos cristãos), um grupo étnico ou um grupo de pessoas que se afastaram daquilo que se entende ser a via correcta (do ponto de vista religioso). Ainda de acordo com o Alcorão, no início toda a humanidade vivia unida, formando uma única Umma. 
O profeta Maomé criou uma Umma com o respetivo conselho (Majlis ul-Ummah) em Medina após a Hégira (622) que integrava muçulmanos, judeus e pagãos e cujas regras estavam registradas na denominada "Constituição de Medina". Contudo, nesta Umma os vários grupos mantinham o seu carácter próprio; não era necessário aos judeus aderirem ao islão. Quando Maomé morreu, praticamente toda a Arábia, que antes se dividia em comunidades tribais nas quais seus membros deveriam proteger uns aos outros, encontrava-se unida numa única Umma, o que possibilitou uma rápida expansão desta nação. 
No século XIX e século XX, época durante a qual o mundo islâmico foi colonizado pelas nações europeias, o termo entrou no discurso político dos movimentos nacionalistas islâmicos, que apelavam à união da Umma face à presença europeia. Nos chamados movimentos fundamentalistas islâmicos de hoje em dia, o termo é igualmente recorrente, embora as intenções dos grupos radicais apresentem muitas diferenças dos grupos moderados.